# Домработница
Домашняя работница — прислуга, приходящая или живущая постоянно. В круг обязанностей обычно входит закупка продуктов, приготовление пищи, стирка, глажка одежды. В России, как правило, женского пола.

## История
До революции 1917 года в Российской империи иметь домработницу считалось нормальным, хотя само слово появилось только при советской власти. До этого было несколько разновидностей: гувернантка, экономка, повариха — все эти профессии были объединены новым словом домработница.
В советское время весьма небольшое количество граждан могло себе позволить воспользоваться услугами приходящей прислуги. Каждая домработница была обязана иметь специальный документ «Расчетную книжку домашней работницы». В ней оговаривался режим работы, выходные дни, количество человек в семье, в которой она работала, заработная плата и другие особенности.
Профессия стала весьма востребованной в 1990-х годы.

## Современность
В Гонконге и Тайване домработницами обычно работают филиппинки (см. en:Foreign domestic helpers in Hong Kong).